# Дено (връх)
 Тази статия е за върха в Рила.  За общината в Италия вижте Дено.  
Дено̀ е връх в Източна Рила, Мусаленския дял, с височина от 2790 метра. Това е петият по височина връх в планината след Мусала (2925 m), Малка Мусала (2902 m), Иречек (2852 m) и Безименния връх (2792 m).
Върхът е изграден от гнайси и гранитогнайси. На запад от него се намира долината на река Мусаленска Бистрица и хижа „Мусала“, а на североизток се намира Саръгьолският (Жълтоезерният) циркус с три ледникови езера. Северният склон е отвесен, южният е по-полегат и затревен, а от северозападната страна се спуска дълбок улей, в който целогодишно се задържа фирнов сняг.
Достъпът до връх Дено е сравнително лесен, тъй като се намира в непосредствена близост до ски зона Боровец и кабинковия лифт до хижа „Ястребец“. Някои от пътеките зимно време са лавиноопасни.
Обяснението за името на върха е, че гледано от селата в подножието на Рила, слънцето огрява първо него и се отъждествява със започването на деня. 